# Ревишвили, Заза
Заза Ревишвили (груз. ზაზა რევიშვილი; 23 сентября 1968, Тбилиси, Грузинская ССР, СССР) — советский и грузинский футболист.

## Карьера

### Клубная
Начал карьеру в 16-летнем возрасте, дебютировав за тбилисское «Динамо» в 1985 году в Первой союзной лиге, проведя в нём более полусотни матчей. С 1990 по 1992 год продолжил выступать за «Динамо», которое выступало в чемпионате Грузии под названием «Иберия», выиграв чемпионский титул в 1990 году. После убийства отца в 1992 году во время переворота в Тбилиси, перед началом сезона 1992/1993 от перебрался в Польшу, где выступал за «Катовице». Дебютировал в чемпионате 15 августа в проигранном матче со счётом 1:3 против «Леха». В составе ГКС выиграл Кубок Польши, проведя 5 матчей и выступал в Кубке УЕФА, сыграв 2 встречи. Весной 1993 года Ревишвили вернулся в «Динамо», однако в результате конфликта с главным тренером Гиви Нодия провёл долгие дни на скамейке запасных в течение двух лет. В 1995 году заключил выгодный контракт с «Аланией» после двух матчей, 1 апреля в чемпионате против «Текстильщика» и на кубок против «Торпедо» Арзамас, в котором он отличился. Когда о Ревишвили заговорили как о лучшем технаре России, он подхватил гепатит. Лечение затянулось на год. А потом последовали травмы. В начале ноября 1996 в Тбилиси, куда Ревишвили прибыл на матч сборных Грузии и Англии, он попал с другом в аварию, получив сотрясение мозга был вынужден пропустить золотой матч против московского «Спартака». Контракт с «Аланией» у Ревишвили закончился 31 декабря 1996 года, и продлить его не предложили. После ухода из Владикавказа перешёл в австрийский «Аустрии», в котором получил серьёзную травму. В течение года лечил травму и проходил реабилитацию; в 1998 году появился только в «резервной команде». Последним клубом в профессиональной карьере был бельгийский «Моленбек», за который он играл в матчах сезона 1998/1999.

### В сборной
За молодежную сборную СССР провел 21 матч и забил 1 гол. За юношеские сборные СССР провел 27 матчей и забил 2 гола. Дебютировал за сборную Грузии 27 мая 1990 года в товарищеском матче против Литвы (де — факто это была команда «Жальгирис»). Принял участие в отборочном этапе к чемпионату Европы в 1996 году, когда Грузия заняла в своей отборочной группе третье место. В общей сложности сыграл в 11 официальных матчей сборной, не забил ни одного гола.

## Личная жизнь
Муртази Шелия — крёстный отец его сына.